# Tonči Bašić
Tonči Bašić (Split, 13. ožujka 1974.) je sportski direktor RNK Splita. 

## Omladinske godine
Igračku karijeru započeo je u RNK Split, gdje je prošao sve natjecateljske uzraste, od početnika do juniora.

## Igračka karijera
U početku svoje karijere igrao je za matični "Split". Potom prelazi u susjedni "Mosor" iz Žrnovnice, a zatim seli u Varaždin, gdje u prvoligaškom Varteksu igra godinu dana. Nakon Varaždina ide u češku Duklu, opet na godinu dana, a karijeru potom nastavlja u Alaniji iz ruskog Vladikavkaza. Povratkom iz Rusije, okončava igračku karijeru i započinje trenersku.

## Trenerska karijera
Po završetku igračke karijere, bio je šest godina trener kadeta i juniora stobrečkog "Primorca", da bi 2006. preuzeo seniore Primorca. Potom prelazi u RNK Split i postaje trener juniora, a godinu poslije - u proljetnom dijelu sezone 2008./09. - postaje trener seniorske momčadi Splita. Bašić preporođuje momčad i uvodi Splita u 2. HNL.
 I u drugoj ligi Split nema premca. Crveni iz Parka mladeži prohujali su drugoligaškim terenima - sezona 2009./10. i ostvarili san generacija - poslije 49 godina RNK Split ponovo je postao prvoligaški klub.
 Bašića su zbog njegovih uspjeha jako zavoljeli i navijači kluba, Crveni đavoli. Svojevrsno navijačko priznanje Bašiću bio je i intervju u navijačkom listu Crveni đavoli. I na prvoj Splitovoj prvoligaškoj utakmici, navijači Splita razvili su mu transparente zahvale.

Ipak, unatoč tim velikim uspjesima, Bašić ne ostaje na kormilu momčadi. Uprava kluba odlučila je da prvoligaške utakmice vodi iskusniji trener. 14. kolovoza 2011. nakon remija Splita s Osijekom 2:2 Ivan Katalinić je dobio otkaz, nakon čega je za trenera ponovno izabran Tonči Bašić.